# 1358年
| 千纪： | 2千纪 |
| 世纪： | 13世纪 \| 14世纪 \| 15世纪                                                                                   |
| 年代： | 1320年代 \| 1330年代 \| 1340年代 \| 1350年代 \| 1360年代 \| 1370年代 \| 1380年代                             |
| 年份： | 1353年 \| 1354年 \| 1355年 \| 1356年 \| 1357年 \| 1358年 \| 1359年 \| 1360年 \| 1361年 \| 1362年 \| 1363年   |
| 纪年： | 戊戌年（狗年）；元至正十八年；徐壽輝天啟三年；韓林兒龍鳳四年；越南大治元年；日本南朝正平十三年，北朝延文三年 |

## 大事记
- 法國札克雷農民大起義，王太子查理依靠納瓦拉國王惡人查理的力量將這次暴動鎮壓下去。
- 薩克森公爵獅子亨利從公爵手中奪占盧貝克，薩克森王國鑿開了通往波羅的海的通道，漢薩同盟開始形成。
- 匈牙利洛約什一世在第二次匈牙利-威尼斯戰爭中(1357-1358)取得較大勝利，迫使威尼斯共和國簽訂薩達爾(Zadar)合約，宣布放棄達爾馬提亞的土地，當地斯拉夫人建立拉古薩共和國（今克羅埃西亞杜布羅夫尼克）。
- 日本足利尊氏逝世，三子足利義詮繼位。
- 6月11日——元朝末年劉福通率紅巾軍占領開封，定為他宣稱復辟的宋朝首都，築宮殿於舊城中，迎韓林兒、楊太后居之。
- 達識帖睦邇與張士誠合攻楊完者，楊完者自縊。
- 陳友諒率軍攻陷安慶，又破龍興、瑞州。而後分兵攻取邵武、吉安，而自己則領兵進入撫州。不久，又破建昌，接連取得贛州、汀州、信州、衢州。
- 元朝福建行省平章政事普化帖木兒與廉訪僉事般若帖木兒發生衝突，普化帖木兒收買亦思巴奚軍配合興化分省的三旦八、安童的部隊合兵攻打福州的般若帖木兒，之後亦思巴奚軍佔領福州長達四年。
- 帕竹首領絳曲堅贊揮兵進占薩斯迦，廢除最後一任薩迦本欽，控制了西藏大部分地區，由此结束了薩迦巴統治西藏的時期，建立帕木竹巴。
- 十二月，朱元璋親率十萬大軍從甯國（今安徽宣城）南下，增援胡大海，派胡大海養子胡德濟誘敵，奪占婺州（今浙江金華），在南面包圍張士誠。

## 出生
- 朱㭎，明太祖朱元璋的第三子。

## 逝世
- 足利尊氏，日本室町幕府第一代征夷大將軍。
- 楊完者，元朝末年將領。
- 法蘭西的伊莎貝拉，英格兰爱德华二世的王后，爱德华三世的母亲。法国卡佩王朝腓力四世的女儿，查理四世的妹妹，英王爱德华三世據此宣稱具有法蘭西王國繼承權。